# Championnats nationaux de cyclisme sur route en 2013
Navigation
2012 2014
Les championnats nationaux de cyclisme sur route en 2013 commencent dès janvier pour l'Australie et la Nouvelle-Zélande. La plupart des championnats nationaux de cyclisme ont lieu aux mois de juin et juillet.

## Champions 2013

### Élites hommes
| Pays                             | Course en ligne             | Contre-la-montre          |
| -------------------------------- | --------------------------- | ------------------------- |
| Afrique du Sud                   | Jay Robert Thomson          | Daryl Impey               |
| Albanie                          | Redi Halilaj                | Redi Halilaj              |
| Algérie                          | Hichem Chaabane             | Adil Barbari              |
| Allemagne                        | André Greipel               | Tony Martin               |
| Andorre                          |                             | Guy Díaz                  |
| Angola                           | Igor Silva                  | Igor Silva                |
| Antigua-et-Barbuda               | André Simon                 | Jyme Bridges              |
| Argentine                        | Gabriel Juárez              | Leandro Messineo          |
| Aruba                            | George Winterdal            | George Winterdal          |
| Australie                        | Luke Durbridge              | Luke Durbridge            |
| Autriche                         | Riccardo Zoidl              | Matthias Brändle          |
| Azerbaïdjan                      | Samir Jabrayilov            | Elchin Asadov             |
| Bahamas                          | Tracy Sweeting              | Lee Farmer                |
| Barbade                          | Jamol Eastmond              | Russell Elcock            |
| Belgique                         | Stijn Devolder              | Kristof Vandewalle        |
| Belize                           | Byron Pope                  | Edgar Arana               |
| Bermudes                         | Dominique Mayho             | Lawrence Shannon          |
| Biélorussie                      | Andrei Krasilnikau          | Kanstantsin Siutsou       |
| Bolivie                          | Gilver Zurita               | Bacilio Ramos             |
| Bosnie-Herzégovine               | Nikica Atlagić              | Nikica Atlagić            |
| Botswana                         | Bernardo Ayuso              | Bernardo Ayuso            |
| Brésil                           | Rodrigo Nascimento          | Luis Tavares Amorim       |
| Brunei                           | Azmi Bin Abdullah Hadizid   |                           |
| Bulgarie                         | Danail Petrov               | Spas Gyurov               |
| Burkina Faso                     | Hamidou Yaméogo             |                           |
| Canada                           | Zachary Bell                | Curtis Dearden            |
| Chili                            | Julio Garcés                | Gerson Zúñiga             |
| Chine                            | Shuang Shan                 | Chen Libin                |
| Chypre                           | Mários Athanasiádis         | Mários Athanasiádis       |
| Colombie                         | Walter Pedraza              | Carlos Ospina             |
| Corée du Sud                     | Jung Ji-min                 |                           |
| Costa Rica                       | Paul Betancourt             | Henry Raabe               |
| Côte d'Ivoire                    | Bassirou Konté              |                           |
| Croatie                          | Robert Kišerlovski          | Matija Kvasina            |
| Cuba                             |                             |                           |
| Curaçao                          | Luis Javier Martínez        | Jendelo Paula             |
| Danemark                         | Michael Mørkøv              | Brian Vandborg            |
| Djibouti                         | Mourad Ahmed                |                           |
| Émirats arabes unis              | Yousif Mirza                | Mohammed Al Murawwi       |
| Équateur                         |                             |                           |
| Érythrée                         | Meron Teshome               | Metkel Kiflay             |
| Espagne                          | Jesús Herrada               | Jonathan Castroviejo      |
| Estonie                          | Rein Taaramäe               | Tanel Kangert             |
| États-Unis                       | Fred Rodriguez              | Tom Zirbel                |
| Éthiopie                         | Tsgabu Grmay                | Tsgabu Grmay              |
| Finlande                         | Jussi Veikkanen             | Samuel Pökälä             |
| France                           | Arthur Vichot               | Sylvain Chavanel          |
| Gabon                            | Cédric Tchouta              | Ephrem Ekobena            |
| Géorgie                          | Giorgi Nareklishvili        | Besik Gavasheli           |
| Grande-Bretagne                  | Mark Cavendish              | Alex Dowsett              |
| Grèce                            | Ioánnis Tamourídis          | Ioánnis Tamourídis        |
| Guatemala                        | Julián Yac                  | Manuel Rodas              |
| Guyana                           | Raynauth Jeffrey            | Raynauth Jeffrey          |
| Hong Kong                        | Cheung King Wai             | Choi Ki Ho                |
| Hongrie                          | Krisztián Lovassy           | Gábor Fejes               |
| Îles Caïmans                     |                             |                           |
| Îles Vierges britanniques        |                             |                           |
| Îles Vierges des États-Unis      | Mark Defour                 | Mark Defour               |
| Indonésie                        | Aiman Cahyadi               |                           |
| Iran                             | Ghader Mizbani              | Behnam Khalilikhosroshahi |
| Irlande                          | Matthew Brammeier           | Michael Hutchinson        |
| Islande                          | Ingvar Ómarsson             | Hafsteinn Geirsson        |
| Israël                           | Yuval Dolin                 | Yoav Bear                 |
| Italie                           | Ivan Santaromita            | Marco Pinotti             |
| Jamaïque                         |                             |                           |
| Japon                            | Yukiya Arashiro             | Masatoshi Oba             |
| Kazakhstan                       | Aleksandr Dyachenko         | Andrey Mizourov           |
| Kirghizistan                     | Eugen Wacker                | Eugen Wacker              |
| Lettonie                         | Aleksejs Saramotins         | Gatis Smukulis            |
| Lesotho                          | Teboho Khantsi              | Phetetso Monese           |
| Liban                            | Hassan El Hajj              | Salah Ribah               |
| Liechtenstein                    | Gordian Banzer              |                           |
| Lituanie                         | Tomas Vaitkus               | Ignatas Konovalovas       |
| Luxembourg                       | Bob Jungels                 | Bob Jungels               |
| Macédoine                        | Predrag Dimevski            | Zoran Ristovski           |
| Madagascar                       | Nambinina Randrianantenaina | David Solofoson           |
| Malaisie                         | Mohd Shahrul Mat Amin       | Mohd Fauzan Ahmad Lutfi   |
| Malawi                           | Missi Kathumba              |                           |
| Mali                             | Yacouba Togola              |                           |
| Malte                            | Etienne Bonello             | Etienne Bonello           |
| Maroc                            | Abdelati Saadoune           | Soufiane Haddi            |
| Maurice                          | Steward Pharmasse           | Yannick Lincoln           |
| Mexique                          | Luis Lemus                  | Bernardo Colex            |
| Moldavie                         | Alexandr Braico             | Sergiu Cioban             |
| Mongolie                         |                             |                           |
| Namibie                          | Till Drobisch               | Till Drobisch             |
| Nicaragua                        |                             |                           |
| Nigeria                          | Sodiq Ajibade               |                           |
| Norvège                          | Thor Hushovd                | Edvald Boasson Hagen      |
| Nouvelle-Zélande                 | Hayden Roulston             | Joseph Cooper             |
| Ouganda                          |                             |                           |
| Ouzbékistan                      | Muradian Khalmuratov        | Muradian Khalmuratov      |
| Pakistan                         | Mohammad Sajid              |                           |
| Panama                           | Javier Ríos                 | Héctor Zepeda             |
| Paraguay                         | Rubén Armoa                 | Gustavo Miño              |
| Pays-Bas                         | Johnny Hoogerland           | Lieuwe Westra             |
| Pérou                            | César Mucha                 | Royner Navarro            |
| Philippines                      | Rustom Lim                  | Ronald Oranza             |
| Pologne                          | Michał Kwiatkowski          | Maciej Bodnar             |
| Porto Rico                       | Juan Martínez Adorno        | Eddy Soriano              |
| Portugal                         | Joni Brandão                | Rui Costa                 |
| République démocratique du Congo |                             |                           |
| République dominicaine           | Diego Milán                 | Rodny Minier              |
| République tchèque               | Jan Bárta                   | Jan Bárta                 |
| Roumanie                         | Andrei Nechita              | Eduard-Michael Grosu      |
| Russie                           | Vladimir Isaychev           | Ilnur Zakarin             |
| Rwanda                           | Gasore Hategeka             |                           |
| Saint-Christophe-et-Niévès       |                             |                           |
| Sainte-Lucie                     | Kurt Maraj                  |                           |
| Saint-Vincent-et-les-Grenadines  | Oneil George                |                           |
| Salvador                         | Rafael Carías               | Jimmy López               |
| Serbie                           | Ivan Stević                 | Esad Hasanović            |
| Sierra Leone                     | Mohamed Thorley             |                           |
| Singapour                        | Ji Wen Low                  | Ho Jun-Rong               |
| Slovaquie                        | Peter Sagan                 | Peter Velits              |
| Slovénie                         | Luka Pibernik               | Klemen Štimulak           |
| Suède                            | Michael Olsson              | Gustav Larsson            |
| Suisse                           | Michael Schär               | Fabian Cancellara         |
| Suriname                         | Moses Rickets               | Moses Rickets             |
| Taïwan                           | Feng Chun-kai               | Feng Chun-kai             |
| Thaïlande                        | Nawuti Liphongyu            |                           |
| Togo                             |                             |                           |
| Trinité-et-Tobago                | Emile Abraham               | Emile Abraham             |
| Tunisie                          | Rafaâ Chtioui               | Rafaâ Chtioui             |
| Turquie                          | Nazim Bakırcı               | Bekir Baki Akırşan        |
| Ukraine                          | Denys Kostyuk               | Andriy Vasylyuk           |
| Uruguay                          | Nicolás Arachichú           | Jorge Soto                |
| Venezuela                        | Eduin Becerra               | José Rujano               |
| Zimbabwe                         | Bright Chipongo             | Bright Chipongo           |

### Élites femmes
| Championnats nationaux | Championnats nationaux                              | Championnats nationaux                              | Championnats nationaux |
| Pays                   | Course en ligne                                     | Contre-la-montre                                    |                        |
| ---------------------- | --------------------------------------------------- | --------------------------------------------------- | ---------------------- |
| Afrique du Sud         | Ashleigh Moolman (Lotto Belisol Ladies)             | Ashleigh Moolman (Lotto Belisol Ladies)             |                        |
| Algérie                | Sarah Assas                                         | Aïcha Tihar                                         |                        |
| Allemagne              | Trixi Worrack (Specialized-Lululemon)               | Lisa Brennauer (Specialized-Lululemon)              |                        |
| Antigua-et-Barbuda     | Tamiko Butler                                       | Kevinia Francis                                     |                        |
| Argentine              | Mariela Analia Delgado                              | Ines Gutierrez                                      |                        |
| Aruba                  | Doreen Kralick                                      | Doreen Kralick                                      |                        |
| Australie              | Gracie Elvin (Orica-AIS)                            | Shara Gillow (Orica-AIS)                            |                        |
| Autriche               | Andrea Graus (Bigla)                                | Martina Ritter                                      |                        |
| Bahamas                | Barbara Ann Bernard                                 |                                                     |                        |
| Barbade                | Esther Miller-Rosemont                              | Esther Miller-Rosemont                              |                        |
| Belgique               | Liesbet De Vocht (Rabo Women)                       | Liesbet De Vocht (Rabo Women)                       |                        |
| Belize                 | Shalini Zabaneh                                     | Shalini Zabaneh                                     |                        |
| Biélorussie            | Alena Amialiusik (BePink)                           | Alena Amialiusik (BePink)                           |                        |
| Bolivie                | Gladis Choque                                       | Valeria Escobar                                     |                        |
| Bosnie-Herzégovine     | Zorica Jurkic                                       |                                                     |                        |
| Brésil                 | Luciene Ferreira                                    | Clemilda Fernandes (Chirio Forno d'Asolo)           |                        |
| Canada                 | Joëlle Numainville (Optum-Kelly Benefit Strategies) | Joëlle Numainville (Optum-Kelly Benefit Strategies) |                        |
| Chili                  | Karla Vallejos                                      | Karla Vallejos                                      |                        |
| Chine                  | Jamie Wong (China Chongming-Giant)                  | Jamie Wong (China Chongming-Giant)                  |                        |
| Chypre                 | Ántri Christofórou                                  | Ántri Christofórou                                  |                        |
| Colombie               | Lorena Vargas                                       | Serika Gulumá                                       |                        |
| Corée du Sud           | Na Ah-reum                                          |                                                     |                        |
| Croatie                | Antonela Ferenčić                                   | Mia Radotić                                         |                        |
| Curaçao                | Lisa Groothuesheidkamp                              | Lisa Groothuesheidkamp                              |                        |
| Côte d'Ivoire          | Amoin Raymonde Kouassi                              |                                                     |                        |
| Danemark               | Kamilla Sofie Vallin (Team Rytger)                  | Annika Langvad                                      |                        |
| Érythrée               | Wehazit Kidane                                      | Wehazit Kidane                                      |                        |
| Espagne                | Ane Santesteban (Bizkaia-Durango)                   | Anna Sanchis (Bizkaia-Durango)                      |                        |
| Estonie                | Liisi Rist (SC Michela Fanini Rox)                  | Liisi Rist (SC Michela Fanini Rox)                  |                        |
| États-Unis             |                                                     | Carmen Small (Specialized-Lululemon)                |                        |
| Finlande               | Lotta Lepistö                                       | Sari Saarelainen (Faren-Let's Go Finland)           |                        |
| France                 | Élise Delzenne (Bourgogne-Pro Dialog)               | Pauline Ferrand-Prévot (Rabo Women)                 |                        |
| Grèce                  | Michali Tsavari Eleni                               | Michali Tsavari Eleni                               |                        |
| Guatemala              | Cynthia Lee                                         | Andrea Guillen                                      |                        |
| Hongrie                | Diána Szurominé Pulsfort                            | Mónika Király                                       |                        |
| Irlande                | Melanie Späth                                       | Caroline Ryan                                       |                        |
| Islande                | Maria Ögn Gudmundsdottir                            | Birna Björnsdottir                                  |                        |
| Israël                 | Paz Bash                                            | Paz Bash                                            |                        |
| Italie                 | Dalia Muccioli (BePink)                             | Tatiana Guderzo (MCipollini-Giordana)               |                        |
| Japon                  | Eri Yonamine                                        | Eri Yonamine                                        |                        |
| Lesotho                | Relebohile Mothobi                                  | Relebohile Mothobi                                  |                        |
| Lettonie               |                                                     | Dana Rožlapa                                        |                        |
| Lituanie               | Agnė Šilinytė (Pasta Zara-Cogeas)                   | Inga Čilvinaitė (Pasta Zara-Cogeas)                 |                        |
| Luxembourg             | Christine Majerus (Sengers)                         | Christine Majerus (Sengers)                         |                        |
| Macédoine du Nord      | Rosica Kostova                                      | Aneta Antovska                                      |                        |
| Malaisie               | Nur Syazwana Mohammad Jamil                         | Grace Phang                                         |                        |
| Maroc                  | Asmae Zerfaoui                                      |                                                     |                        |
| Mexique                | Íngrid Drexel                                       | Íngrid Drexel                                       |                        |
| Nigeria                | Glory Odiase                                        |                                                     |                        |
| Norvège                | Cecilie Gotaas Johnsen (Hitec Products UCK)         | Tina Andreassen (CK Victoria)                       |                        |
| Nouvelle-Zélande       | Courteney Lowe (Optum-Kelly Benefit Strategies)     | Linda Villumsen (Wiggle Honda)                      |                        |
| Paraguay               | Agua Marina Espínola                                | Agua Marina Espínola                                |                        |
| Pays-Bas               | Lucinda Brand (Rabo Women)                          | Ellen van Dijk (Specialized-Lululemon)              |                        |
| Pologne                | Eugenia Bujak                                       | Katarzyna Pawłowska (GSD Gestion-Kallisto)          |                        |
| Porto Rico             | Marisol Tellado                                     | Marisol Tellado                                     |                        |
| Portugal               | Celina Carpinteiro                                  | Daniela Reis                                        |                        |
| Pérou                  | Nancy Chávez                                        | Nancy Chávez                                        |                        |
| Roumanie               | Beata Adrienne Piringer                             | Beata Adrienne Piringer                             |                        |
| Royaume-Uni            | Elizabeth Armitstead (Boels Dolmans)                | Joanna Rowsell-Shand (Wiggle Honda)                 |                        |
| Russie                 | Svetlana Boubnenkova (Team Pratomagno Women)        | Tatiana Antoshina (MCipollini-Giordana)             |                        |
| République dominicaine |                                                     | Juana Fernández                                     |                        |
| Salvador               | Iris Diaz                                           | Ana Figuero                                         |                        |
| Serbie                 | Ivana Kostic                                        | Maja Markovic                                       |                        |
| Singapour              | Siew Kheng Dinah Chan                               | Siew Kheng Dinah Chan                               |                        |
| Slovaquie              | Monika Kadlecová                                    | Alžbeta Bačíková                                    |                        |
| Slovénie               | Polona Batagelj                                     | Sara Frece                                          |                        |
| Suisse                 | Doris Schweizer (BePink)                            | Patricia Schwager (Faren-Let's Go Finland)          |                        |
| Suède                  | Emilia Fahlin (Hitec Products UCK)                  | Emma Johansson (Orica-AIS)                          |                        |
| Tanzanie               | Salome Donald                                       | Sophia Hussein                                      |                        |
| Tchéquie               | Martina Sáblíková                                   | Martina Sáblíková                                   |                        |
| Thaïlande              | Panwaraporn Boonsawat                               |                                                     |                        |
| Ukraine                | Elizaveta Oshurkova                                 | Valeriya Kononenko                                  |                        |
| Venezuela              | Danielys García                                     | Danielys García                                     |                        |
| Zimbabwe               | Linda Davidson                                      | Linda Davidson                                      |                        |

### Moins de 23 ans - hommes
| Pays               | Course en ligne           | Contre-la-montre            |
| ------------------ | ------------------------- | --------------------------- |
| Afrique du Sud     | Louis Meintjes            | Louis Meintjes              |
| Algérie            | Mouadh Bettira            | Adil Barbari                |
| Allemagne          | Silvio Herklotz           | Jasha Sütterlin             |
| Argentine          | Christian Andres Martinez | Facundo Lezica              |
| Australie          | Jordan Kerby              | Damien Howson               |
| Autriche           | Lukas Pöstlberger         | Andreas Hofer               |
| Belgique           | Jens Wallays              | Victor Campenaerts          |
| Brésil             | João Gaspar               | André Almeida               |
| Canada             | Antoine Duchesne          | Alexander Cataford          |
| Colombie           | Ronald Gómez              | Isaac Bolívar               |
| Danemark           | Lasse Norman Hansen       | Lasse Norman Hansen         |
| Espagne            | Mario González Salas      | Alberto Just Lopez          |
| Estonie            | Mihkel Räim               | Timmo Jeret                 |
| États-Unis         | Tanner Putt               | Nathan Brown                |
| France             | Flavien Dassonville       | Yoann Paillot               |
| Finlande           | Matti Manninen            | Matti Manninen              |
| Grande-Bretagne    | Simon Yates               | Samuel Harrison             |
| Grèce              |                           | Ioánnis Spanópoulos         |
| Guatemala          | Nervin Jiatz              | Marvin Soloman              |
| Hong Kong          | Ho Burr                   | Ki Ho Choi                  |
| Hongrie            | Peter Simon               | Ábel Kenyeres               |
| Irlande            | Jack Wilson               | Ryan Mullen                 |
| Italie             | Andrea Zordan             | Davide Martinelli           |
| Japon              | Tanzō Tokuda              | Genki Yamamoto              |
| Lettonie           | Toms Skujiņš              | Andžs Flaksis               |
| Lesotho            | Teboho Khantsi            | Lechesa Tohlang             |
| Lituanie           | Paulius Šiškevičius       | Žydrūnas Savickas           |
| Luxembourg         | Alex Kirsch               | Alex Kirsch                 |
| Mexique            | Eder Frayre               | Rodolfo Ivan García Ficachi |
| Namibie            | Till Drobisch             | Till Drobisch               |
| Norvège            | Kristoffer Skjerping      | Truls Engen Korsæth         |
| Nouvelle-Zélande   | James Oram                | Michael Vink                |
| Ouzbékistan        | Ruslan Fedorov            |                             |
| Pays-Bas           | Dylan van Baarle          | Dylan van Baarle            |
| Pologne            | Łukasz Wiśniowski         | Łukasz Wiśniowski           |
| Porto Rico         | Brandon Zavala Borges     | Eddy Sorriano               |
| Portugal           | Victor Valinho            | Rafael Reis                 |
| République tchèque | Michael Boroš             |                             |
| Russie             | Roman Katirin             | Alexander Evtushenko        |
| Slovaquie          | Michael Boroš             |                             |
| Slovénie           | Luka Pibernik             | Matej Mohorič               |
| Suède              | Robert Pölder             | Marcus Fåglum Karlsson      |
| Suisse             | Simon Pellaud             | Stefan Küng                 |
| Ukraine            | Mykhaylo Polikarpov       | Oleksandr Golovash          |
| Venezuela          | Yonder Godoy              | Yonder Godoy                |